# Переименованные улицы Кокшетау
Переименованные улицы Кокшетау — список улиц казахстанского города Кокшетау (до 1993 — Кокчетав), менявших своё название в различные периоды.
На карту современного Кокшетау на сегодняшний день нанесено около 250 улиц. Самые старинные из них имеют богатую историю. Многие улицы Кокшетау, появившиеся во времена Российской империи или в советский период, получили новые названия после распада СССР. В годы независимости в процедуре переименования улиц главным аргументом стала традиция переименования в честь знаменитых земляков-казахстанцев.
Названия первых улиц Кокшетау в XIX веке чаще всего происходили от главного объекта, находившегося на этой улице. В соответствии с этими объектами улицы и назывались Кладбищенской, Тюремной, Базарной, Церковной, Кузнечной. При советской власти улицам давали имена выдающихся деятелей коммунистического движения — Ленина, Карла Маркса, Сталина, Дзержинского, Кирова и т. д. Для удобства поиска слева указаны прошлые названия улиц и мест, а справа — их современные названия. В списке указаны также переименованные улицы тех территорий, которые вошли в городскую черту Кокшетау в процессе её роста.
Ниже приводятся известные переименования:

## Список
| # А Б В Г Д Е Ё Ж З И К Л М Н О П Р С Т У Ф Х Ц Ч Ш Щ Э Ю Я |

Старое название → Новое название

### #
- ул. 2-я горная → ул. Тан самалы (2022 год)
- ул. 50 лет ВЛКСМ → ул. А. С. Пушкина (2006 г.)[1]
- ул. 40 лет Октября → ул. Алихана Бокейхана (16 марта 2018 г.)[2]

### А
- ул. Абая (застанционный поселок — «Шанхай») → ул. Е. Бекенова (26 февраля 2004 г.)
- ул. Авангардная → ул. Атамекен (16 марта 2018 г.) [2]
- ул. Адама Мицкеевича → ул. Изгилик (2022 г.)
- ул. Алма-Атинская → ул. Алматы (2022 г.)

### Б
- ул. Базарная → ул. М. Горького (1938 г.)[1] → пр. Нурсултан Назарбаева (2019)
- ул. Береговая → ул. Жагалау (14 июня 2018 г.)[3]
- ул. Бережного → ул. Жумбактас (16 марта 2018 г.)[2]
- ул. Березовая → ул. Аккайын (16 марта 2018 г.)[2]
- ул. Больничная → ул. Сакко и Ванцетти (1938 г.) → ул. П.М. Капцевича (5 октября 1999 г.) → ул. Байкена Ашимова (14 июня 2018 г.)[3]
- ул. Большая Садовая → ул. К. Маркса (20 сентября 1938 г.) → ул. Абая Кунанбаева (26 июня 2000 г.)
- ул. Ботаническая → ул. Байымбет батыра (14 июня 2018 г.)[3]

### В
- ул. Весенняя → ул. Казанат (16 марта 2018 г.)[2]
- ул. Воинская → ул. Михаила Калинина (1938 г.) → ул. Рамазана Елеубаева[1]

### Г
- ул. Георгиевская (Церковная) → ул. Гроцкого → ул. Ф. Дзержинского  → К. Мырзахметова (30 сентября 2022 г.)
- ул. Горветка → ул. Алатау (16 марта 2018 г.)[2]
- ул. Горная → ул. Николая Вавилова
- ул. Граничная → ул. им. С. М. Кирова (1938 г.) → ул. З. Темирбекова (25 декабря 1999 г.)
- ул. Грушевая → ул. Береке (16 марта 2018 г.)[2]
- ул. им. Газеты «Правда» → ул. Толеу Сулейменова (2002 г.)

### Д
- ул. Дачная → ул. Каюма Мухамедханова (29 марта 2017 г.)[4]
- ул. Домостроительная → ул. Бурылтай (14 июня 2018 г.)[3]
- ул. Дружбы → ул. Акбулак (14 июня 2018 г.)[3]
- ул. ДСУ-15 → ул. Хамита Ергалиева (29 марта 2017 г.)[4]

### Ж
- ул. Железнодорожная → ул. Мажита Джандильдинова (14 июня 2018 г.)[3]
- ул. Железняк → ул. Оркен (14 июня 2018 г.)[3]

### З
- ул. Заводская → ул. Саккулак би (14 июня 2018 г.)[3]
- ул. Западная → ул. Байдалы Би (14 июня 2018 г.)[3]
- ул. Заречная → ул. Мадениет (16 марта 2018 г.)[2]
- ул. Звездная → ул. Айдарлы (16 марта 2018 г.)[2]
- ул. Звездная → ул. Шуакты (14 июня 2018 г.)[3]
- ул. Зеленая → ул. Михаила Янко

### И
- ул. Ивано-Вознесенская → ул. Пролетарская (1938 г.) → ул. Акана-серэ (25 декабрь 1999 г.)
- ул. Интернациональная → ул. Бауыржана Момышулы (25 декабря 1999 г.)
- ул. им. Газеты «Правда» → ул. Толеу Сулейменова (2002 г.)[1]

### К
- ул. 1 Кладбищенская → ул. Александра Островского (1938 г.) → ул. Шаймердена Косшигулова
- ул. 2 Кладбищенская → Фурманова (1938 г.) → ул. Наурызбай-батыра (2002 г.)
- ул. Кагановича → ул. 40 лет Октября → им. Муссы Асаинова (2014 г.)[1]
- ул. Казанская (в народе — Татарская) (в XIX веке) → ул. Войсковая → Урицкого (20 сентября 1938 г.) → ул. Е. Н. Ауельбекова (5 октября 1999 г.)
- ул. Кирпичная → ул. Ынтымак (29 марта 2017 г.)[4]
- ул. Кленовая → ул. Акниет (14 июня 2018 г.)[3]
- ул. Копинская → ул. Фёдора Глинина
- ул. Красная → ул. Алимжана Баймуканова (2015 г.)
- ул. Красногвардейская → ул. Алаш (16 марта 2018 г.)
- ул. Крестьянская → С. Разина (1938 г.) → ул. Ш. Косшигулова
- ул. Кузнечная → ул. А. Байтурсынова
- ул. Куйбышева → ул. М. Сагдиева (14 июня 2018 г.)[3]

### Л
- ул. Ленина → ул. К. Сатпаева (25 декабря 1999 г.)
- ул. Лесная →  ул. Армандастар (16 марта 2018 г.)[2]
- ул. Локомотивная и МПС → ул. Шалкар (16 марта 2018 г.)[2]
- ул. Локомотивная → ул. им. Баимбета батыра (2014 г.)
- ул. Луговая →  ул. Шалгынды (16 марта 2018 г.)

### М
- ул. Малая Садовая → ул. Сакена Сейфуллина (9 июня 1964 г.)
- ул. Маленкова → ул. Мира → ул. Бейбітшілік (2014 г.)
- ул. Маяк → ул. Томирис (16 марта 2018 г.)[2]
- ул. Микояна → ул. Владимира Вернадского (25 декабря 1999 г.)[1]
- ул. Милосердия → ул. Мерей (16 марта 2018 г.)[2]
- ул. Мира → ул. Ыбырая Алтынсарина (16 марта 2018 г.)
- ул. Мирзояна → ул. Жумагали Тлеуина (14 июня 2018 г.)[3]
- ул. Михайло-Архангельская → ул. Ленина (20 сентября 1938 г.), затем ул. Средняя → ул. Ш. Кудайбердиева
- ул. Молодежная (с. Красный Яр) → ул. Ибрагима Салахова (2002 г.)
- ул. Молодежная → ул. Жастар (16 марта 2018 г.)[2]
- ул. Морозова → ул. Коксай (16 марта 2018 г.)[2]

### Н
- ул. Набережная (с. Красный Яр) → ул. Кокена Шакеева (2002 г.)
- ул. Набережная → ул. Юрия Гагарина
- ул. Невского → ул. Акжелкен (16 марта 2018 г.)[2]
- ул. Нефтебазовская → ул. Каукена Кенжетаева (29 марта 2017 г.)[4]
- ул. Новая (мкрн. Сарыарка) → ул. Бастау (14 июня 2018 г.)[3]
- ул. Новая → ул. 8 Марта → ул. Рахимжана Кошкарбаева
- ул. Новая → ул. Акжол (16 марта 2018 г.)[2]
- ул. Новоселов → ул. Бапан би (14 июня 2018 г.)[3]

### О
- ул. Озерная → ул. Серпин (14 июня 2018 г.)[3]
- ул. Октябрьская → ул. Куанышева (2000 г.)

### П
- ул. Парковая → ул. Саябак (16 марта 2018 г.)[2]
- ул. Первомайская → у. Мамыр (16 марта 2018 г.)[2]
- ул. Пересечная → ул. Фрунзе (1938 г.) → ул. Г. Елемесова (26 февраля 2004 г.)[1]
- ул. Петропавловская → ул. Советская (1938 г.) → проспект имени Сталина (17 апреля 1953 г.) → ул. Советская (1956 г.) → ул. М. Ауэзова (26 июня 2000 г.)
- ул. Подгорная → ул. Орджоникидзе (1938 г.) → ул. Кенесары (в начале 90-х)
- ул. Подгорная → ул. Улытау (16 марта 2018 г.)[2]
- ул. Пожарная → ул. Менжинского (1938 г.) → ул. И. Есенберлина (2006 г.)
- ул. Пионерская → ул. Баубека Булкышева (29 марта 2017 г.)[4]
- ул. Полевая → ул. Домбыралы  (16 марта 2018 г.)[2]
- ул. Попова → ул. Зеренди (16 марта 2018 г.)[2]
- ул. Привокзальная → ул. Шанырак  (16 марта 2018 г.)[2]
- ул. Пригородная → ул. Валерия Чкалова (1938 г.) → ул. Жумабека Ташенова (16 июня 2009 г.)[5]
- ул. Пригородная → ул. Каусар (14 июня 2018 г.)[3]
- ул. Пригородная → ул. Жибек жолы  (16 марта 2018 г.)[2]
- ул. Проектируемая → ул. Султана Баймагамбетова  (16 марта 2018 г.)[2]
- ул. Промышленная → ул. Ондирис  (16 марта 2018 г.)[2]
- ул. Профессиональная → ул. Биржан-Сал
- ул. Прямая → переименована в улицу имени Вацлава Воровского (1938 г.) → ул. Сагадата Нурмаганбетова
- ул. Пугачева → ул. Рахимбека Сабатаева (20 марта 2008 г.)[6]
- ул. Пушкина → ул. Женыс (2006 г.)

### Р
- ул. Рабочая → ул. Атамура (14 июня 2018 г.)[3]
- ул. Речная →  ул. Кулагер (16 марта 2018 г.)[2]
- ул. Речная → ул. Крупская (1938 г.) → С. Садвакасова (26  февраля 2004 г.)
- ул. Рязанская → ул. Коммунистическая (1938 г.) → ул. М. Абулкасымова (16 июня 2009 г.)[5]

### С
- сквер им. В. В. Куйбышева → сквер им. Толегена Досмагамбетова (2002 г.)
- ул. С. Разина → ул. Ш. Косшигулова
- ул. СМП → ул. Коктерек (14 июня 2018 г.)[3]
- ул. Садовая → ул. Сарыжайлау (16 марта 2018 г.)[2]
- ул. Светлая → ул. Жаркын (14 июня 2018 г.)[3]
- ул. Свободная → 1 Мая (1938 г.) → М. Габдуллина (29 марта 1974 г.)
- ул. Северная → ул. Жунусова
- ул. Смежная → ул. Буденного (1938 г.) → ул. Талгата Бегельдинова[1]
- ул. Солнечная → ул. Сулутобе (16 марта 2018 г.)[2]
- ул. Сосновая → ул. Карагайлы (16 марта 2018 г.)[2]
- ул. Степная → ул. Кен дала (16 марта 2018 г.)[2]
- ул. Степная → ул. Мирзояна → ул. Жумагали Тлеулина
- ул. Суворова → ул. Туран (16 марта 2018 г.)[2]

### Т
- ул. Тихая → ул. Умбетей Жырау (14 июня 2018 г.)[3]
- ул. Товарищиская → ул. Семёна Потанина → ул. Миржакыпа Дулатова
- ул. Транспортная → ул. Белес (14 июня 2018 г.)[3]
- ул. Трудовая → ул. Енбек (16 марта 2018 г.)[2]
- ул. Трудовая → ул. Кайнар (14 июня 2018 г.)[3]
- ул. Тюремная → Чапаева (1938 г.) → ул. Канай би (20 марта 2008 г.)[6]

### Ф
- ул. Фабричная → ул. Саулет (14 июня 2018 г.)[3]

### Ц
- ул. Центральная → ул. Н.И Ежова → ул. Полины Осипенко (9 июля 1939 г.)

### Ч
- ул. Чаглинская → ул. Когалы (14 июня 2018 г.)[3]
- ул. Черемушки → ул. Жемисти (14 июня 2018 г.)[3]

### Ш
- ул. Швейная → ул. Орнекти (16 марта 2018 г.)[2]
- ул. Школьная → ул. Жумабаева
- ул. Шоссейная (с. Красный Яр) → ул. Абильжана Умышева (26 февраля 2004 г.)[1]

### Э
- ул. Элеваторская → ул. Акбидай (16 марта 2018 г.)[2]

### Ю
- ул. Южная → ул. Ч. Валиханова → ул. Ш. Уалиханова (26  февраля 2004 г.)